# Colombiaanse Liberale Partij
De Colombiaanse Liberale Partij (Spaans: Partido Liberal Colombiano), is een Colombiaanse liberale/sociaaldemocratische partij.

## Geschiedenis
De PLC werd op 16 juli 1848 opgericht door aanhangers van Francisco de Paula Santander (1792–1840). De nieuwe partij was een klassiek liberale partij, beïnvloed door het Europese liberalisme en het utopistisch socialisme van de 19e eeuw. Haar belangrijkste programmapunten waren: het breken van de politieke macht van de grootgrondbezitters, vrije handel, federalisme, het inperken van de macht van de Rooms-Katholieke Kerk en de bescherming van de handelslieden. Daarnaast was de PLC voorstander van een betere behandeling van de Indianen en de afschaffing van de slavernij (formeel afgeschaft in 1821, de jure in 1852). Haar aanhangers vond men indertijd vooral onder intellectuelen, de stedelijke middenklasse en een deel van het leger.

### De liberalen aan de macht (1849–1883)
Van 1849 tot 1886 was de PLC bijna ononderbroken aan de macht. De liberale presidenten voerden de meeste van programmapunten van hun partij uit, dit tot ongenoegen van de Colombiaanse Conservatieve Partij (PCC), die met name gekant was tegen het antiklerikalisme en de economische vrijhandelspolitiek van de PLC en de afschaffing van de slavernij (1852). In de jaren 50 van de 19e eeuw kwam het tot gewelddadigheden tussen de PCC en de PLC. In de tweede helft van de 19e eeuw raakte de PLC verdeeld in twee vleugels, een gematigde (Draconianos), geleid door president Tomás Cipriano de Mosquera en de radicalen (Gólgotas) geleid door president Manuel Murillo Toro. Na de pensionering van Mosquera in 1872 nam de invloed van de gematigden drastisch af.
In 1885 kwam het tot een burgeroorlog tussen de radicale liberalen enerzijds en gematigde liberalen en conservatieven (PCC) onder de liberale president Rafael Núñez. Het pleit werd gewonnen door de gematigde liberalen en de conservatieven en de radicale grondwet van 1863 werd vervangen door een conservatief-liberale (1886), een grondwet die tot 1991 van kracht bleef. In 1886 ging de Núñez-gezinde vleugel van de PLC op in de PCC.

### 1000-daagse Oorlog
In 1886 kwamen de conservatieven aan de macht die tot 1930 de macht behielden. De conservatieve regeringen beperkten de autonomie van de provincies en voerden een centralistische politiek. Enkele liberale generaals begonnen op 20 oktober 1899 een oorlog tegen de conservatieve regering die 1000 dagen zou duren. Deze bloedige burgeroorlog waarbij 100.000 mensen het leven lieten, kwam op 24 oktober 1902 ten einde toen op de Hacienda Neerlandia de liberale generaal Rafael Uribe Uribe zich overgaf. Op 21 november werd op het Amerikaanse marineschip de Wisconsin een vredesverdrag getekend. In de periode hierna bleef de PCC oppermachtig, maar geregeld werden enkele conservatieggezinde liberalen in de regeringen opgenomen. Deze liberalen, die niet konden rekenen op steun van de radicalen binnen de PLC, waren vaak uitsluitend in naam liberaal. In werkelijkheid weken zij in hun ideeën weinig af van de regerende PCC.
Pas in 1930, toen de PCC verdeeld was, werd een liberaal, Enrique Olaya Herrera, tot president gekozen. De gematigde Olaya Herrera kon overigens rekenen op steun van de linkervleugel van de PCC onder oud-president en intellectueel Carlos Eugenio Restrepo. De liberalen bleven vervolgens tot 1946 aan de macht. De oude rivaliteit tussen de meer behoudende (de oligarchen) en radicale vleugels van de partij laaide vanaf het einde van de jaren 30 weer op. In 1946 werd dankzij de verdeeldheid binnen de PLC een kandidaat van de PCC tot president gekozen. Spoedig hierna braken er ongereldheden uit tussen de regering en de radicale achterban van de PLC.
Op 9 april 1948 werd de voorzitter van de PLC en presidentskandidaat Jorge Eliécer Gaitán vermoord. Niemand weet wie de moord op de zeer populaire Gaitán heeft gepleegd, maar spoedig na de moord brak een burgeroorlog uit tussen radicale liberalen en leden van de Colombiaanse Communistische Partij enerzijds en de conservatieve regering – gesteund door de rechtervleugel (de oligarchen) van de PLC – anderzijds uit. De radicalen en communisten maakten tijdens deze burgeroorlog (La Violencia) veelvuldig gebruik van guerrillatechnieken. President Mariano Ospina Pérez (PCC) stuurde eind 1948 het Congres (Colombiaanse parlement) naar huis en regeerde vervolgens als dictator. In 1953 greep generaal Gustavo Rojas de macht en regeerde als dictator tot 1957. In 1958 werd de constitutionele macht hersteld en tot 1974 regeerden de liberalen en conservatieven gezamenlijk. Deze periode werd de periode van het Nationaal Front genoemd. Radicalen die tegen samenwerking met de PCC waren scheidden zich in 1960 als Liberale Revolutionaire Beweging (Movimiento Revolucionario Liberal) van de PLC af. In 1974 werd de PLC de grootste partij in het Congres. De samenwerking met de PCC werd niet beëindigd, maar de PCC werd nu een soort junior partner in de regering.

### Vanaf de jaren 80

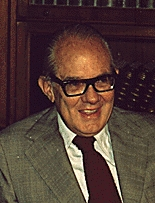
Alfonso López Michelsen, president van Colombia van 1974 tot 1978

Van 1982 tot 1986 was de PCC'er Belisario Betancur president, gevolgd door de liberale presidenten Virgilio Vargas (1986–1990), César Gaviria (1990–1994) en Ernesto Samper (1994–1998). Van 1998 tot 2002 was de conservatief Andrés Pastrana Arango president. In 2002 werd voor het eerst sinds 1953 iemand gekozen die behoorde tot een van de twee dominerende partijen: Álvaro Uribe (*1952). Uribe is lid van Colombia Eerst (Primera Colombia), maar was vroeger wel lid van de PLC. Over het algemeen steunt de PLC het beleid van Uribe niet, maar een kleine, invloedrijke fractie binnen de PLC, die Uribisten, staat vierkant achter het beleid van de president. De Uribisten vormen de rechtervleugel van de PLC, die gekant is tegen de linksere, sociaaldemocratische koers, van de partij.
Het grootste deel van de PLC is tegen de harde opstelling van president Uribe tegen de linkse rebellenbewegingen als de FARC, die al sinds de jaren 60 een guerrilla voeren tegen de regering in Bogota.
Bij de parlementsverkiezingen van 12 maart 2006 bleef de PLC de grootste partij. De PLC bezet 35 zetels in de Kamer van Afgevaardigden (Câmara de Representantes), een winst van 7 zetels ten opzichte van 2002. In de Senaat (Senado) is de PLC de derde partij, achter de Partido Social de Unidad Nacional (SNUP) van Uribe en de PCC.
Bij de presidentsverkiezingen van 28 mei 2006 behaalde de PLC kandidaat Horacio Serpa Uribe 11,84% van de stemmen.

## Ideologie
De PLC was oorspronkelijk een klassiek liberale partij, maar sinds de jaren 90 schoof de partij op naar links. Tegenwoordig is de linker, sociaal liberale en de sociaaldemocratische, vleugel, het sterkst. De PLC is voorstander van een vrije markteconomie, maar tegen een laissez faire-economie. Verder is de partij zeer federalistisch.
De PLC is lid van de Socialistische Internationale en de Conferencia Permanente de Partidos Políticos de América Latina (COPPAL), een samenwerkingsverband van links-liberale, sociaaldemocratische en christendemocratische partijen.

## Afsplitsingen
- 1960: Liberale Revolutionaire Beweging (Movimiento Revolucionario Liberalismo) (in 1967 weer opgegaan in de PLC)
- 1979: Nieuw Liberalisme (Nueovo Liberalismo) (in de jaren 90 opgeheven)
- 1981: Volksmacht (Poder Popular) (in de jaren 90 weer opgegaan in de PLC)

## Zetelverdeling 2002–2006
| Kamer in Congres         | zetels            |
| ------------------------ | ----------------- |
| Kamer van Afgevaardigden | 2002: 28 2006: 35 |
| Senaat                   | 2002: ? 2006: 18  |

## Zetelverdeling 1986–1998
| Jaar | zetels |
| ---- | ------ |
| 1986 | 98     |
| 1991 | 86     |
| 1994 | 89     |
| 1998 | 98     |

## Partijleiding
- Nationaal Directeur (Dirección Nacional): César Augusto Gaviria Trujillo
- Plaatsvervangend Nationaal Directeur (Deirección Nacional Adjunta):
  - Luis Fernando Duque García
  - Luis Fernando Velasco Chaves
  - Clara Isabel Pinillos Abozaglo
  - Fabio Raúl Amín Saleme
  - Iván Marulanda Gómez
  - Constanza García Figueroa
  - Gilberto González Gutiérrez
  - Ovidio Claros Polanco
  - Yolanda Pinto de Gaviria
  - Jenny Elizabeth Lindo Díaz

## Bron
- The Dictionary of Contemporary Politics of South America, door: Phil Gunson, Andrew Thompson en Greg Chamberlain, p. 162 (1989)
- Landenreeks Colombia, door: Thieu Vaessen (1991)

## Verwijzingen
1. 1 2 3  The Dictionary of Contemporary Politics of South America, door: Phil Gunson, Andrew Thompson en Greg Chamberlain, p. 162 (1989)
2. ↑  Te weten de grondwet van de Verenigde Staten van Colombia
3. ↑  Het parlement wilde afzettingsprocedure tegen de president beginnen

- Bibliothèque nationale de France: cb11937663q (data)
- Gemeinsame Normdatei: 1041388055
- Library of Congress Control Number: n50082351
- Nationale Bibliotheek van Israël: 987007319668205171
- Système universitaire de documentation: 027305767
- Virtual International Authority File: 261787431